# Alexander Büchner
Pour les articles homonymes, voir Büchner.
Alexander Karl Ludwig Büchner, né le 25 octobre 1827 à Darmstadt et mort le 7 mars 1904 à Hanovre, est un écrivain français de naissance allemande.

## Biographie
Il était le plus jeune enfant de la famille Büchner, qui en comptait six, fils de Louise Caroline Reuss (1791-1858) et d'Ernst Büchner (1786-1861), ancien médecin militaire dans l'armée napoléonienne, médecin à Goddelau puis chimiste industriel renommé, inventeur d'outils scientifiques comme l'entonnoir Büchner. Ceux-ci élevèrent et éduquèrent leurs six enfants dans un monde de sciences, de culture et d’art :
- Georg (1813-1837), médecin, poète, écrivain, révolutionnaire et scientifique ;
- Mathilde (1815-1888) ;
- Wilhelm (de) (1817-1892), homme politique ;
- Luise Büchner (1821-1877), écrivain et féministe ;
- Ludwig (1824-1899), médecin dont les travaux philosophiques marqueront l'histoire du matérialisme de ce siècle ;
- Alexander Büchner (1827-1904), écrivain et professeur de littérature.

Étudiant en droit à l'Université de Gießen, Alexander a participé avec son frère Ludwig aux mouvements révolutionnaires de 1848. Il a été le rédacteur en chef de Der Jüngste Tag dans lequel il a publié, entre autres, une histoire sur son frère Georg, dans laquelle il accuse le juge Konrad Georgi d'avoir assassiné Friedrich Ludwig Weidig, coauteur avec son frère Georg du pamphlet révolutionnaire Der Hessische Landbote (Le Messager des campagnes hessoises), destiné à susciter le soulèvement des populations paysannes avec le mot d’ordre : « Friede den Hütten, Krieg den Palästen ! » (« Paix aux chaumières, guerre aux palais ! »). Arrêté et interrogé, il fut finalement libéré.
À la fin de ses études, il devint assesseur au tribunal de Langen. Mais après avoir s'être rendu avec son frère Wilhelm à Londres pour l'Exposition universelle, et y avoir rencontré des exilés allemands, son habilitation lui fut retirée en 1851 en raison de ses sentiments hostiles à l'État. Son projet d'établir une république allemande et de se joindre aux États-Unis d'Amérique fut trahi par un informateur.
Alexander partit pour Munich pour étudier les langues et la littérature, et en 1852, il fut admis comme Privatdozent à la faculté de philosophie de l'Université de Zurich. Pendant une courte période, il vécut à Tubingen avec son frère Ludwig. En 1855, sur la recommandation d'un ami corévolutionnaire de Darmstadt, le Dr Wilhelm Zimmermann, qui vécut lui-même en exil, Alexander devint professeur de langues modernes à Valenciennes au Collège Notre-Dame. Il entra en 1857 dans la fonction publique française, et fut, à partir de 1862, professeur de littérature étrangère à l'université de Caen. Il demanda en 1870 la nationalité française, mais n'apprit sa naturalisation qu'après la fin de la guerre franco-allemande.
Son œuvre en français figure parmi les toutes premières œuvres de littérature comparée. Avec son ami Léon A. Dumont, il a traduit Jean Paul en français (Jean Paul et sa poétique). Il a au moins incité à traduire Dantons Tod de son frère Georg.
Alexander se maria avec Sophie Christ (1824-1880) de Hanau et eut avec elle un fils, Sam Büchner (1863-1940). Il se remaria en 1899 avec Martha Bahlsen (1875-1949) de Hanovre.

## Œuvres
- (de) Geschichte der englischen Poesie, 2 vol., Darmstadt, 1855 ;
- (de) Französische Litteraturbilder, 2 vol., Francfort-sur-le-Main, 1858 ;
- (de) Der Wunderknabe von Bristol, Leipzig, 1861 ;
- (de) Chatterton, Lord Byrons letzte Liebe, nouvelles, Leipzig, 1862 ;
- (de) Lautverschiebung und Lautverwechselung, Abhandlung über deutsche Phonologie, Darmstadt, 1863 ;
- (de) Jean Paul in Frankreich, Stuttgart, 1863 ;
- (de) Das "tolle" Jahr. Vor, während und nach 1848, souvenirs, Gießen, 1900.

- L'école romantique et la Jeune-Allemagne
- Le Roman réaliste en Allemagne
- Jean Paul et sa poétique, Durand, Paris, 1862, en collaboration avec Léon Dumont
- La Cathédrale de Lund et sa légende, Leblanc Hardel, Caen, 1875
- Les Derniers Critiques de Shakespeare, Leblanc Hardel, Caen, 1876
- J. A. Kryloff et ses fables, Leblanc Hardel, Caen, 1877
- Hamlet le Danois, Hachette, Paris, 1878
- Essai sur Henri Heine, Leblanc Hardel, Caen, 1881
- Un philosophe amateur. Essai biographique sur Léon Dumont (1837-1877), avec des extraits de sa correspondance, Alcan, Paris, 1884

### Traduction
Poétique ou Introduction à l´esthétique de Jean-Paul F.R. Richter

### Autres
Il a publié également, avec un avant-propos et des notes, une édition classique du Faust et d'Iphigénie en Tauride de Goethe, et la Fiancée de Messine de Schiller.